# Guo Qing
Guo Qing (chinês: 郭清, pinyin: Guō Qīng; Yongning, 16 de maio de 2000) é uma taekwondista chinesa.

## Carreira
Qing veio de uma família pobre em uma área montanhosa remota da província de Guangdong. Com cinco irmãos mais novos e pais idosos vivendo apenas com uma pensão de idoso, ela começou a praticar taekwondo na esperança de melhorar suas condições de vida e as de sua família. Todos os ganhos que ela ganhou nas primeiras competições de taekwondo foram usados para reformar sua casa.
Ela foi medalhista de prata no Campeonato Mundial de Taekwondo de 2022 no peso mosca feminino. Também foi medalhista de bronze nos Jogos Mundiais Universitários de Verão de 2021, adiados , realizados em agosto de 2023 em Chengdu, na categoria feminina de 53 kg. Ela foi medalhista de prata nos Jogos Asiáticos de 2022, adiados, realizados em setembro de 2023 em Hangzhou, na categoria de -49 kg.
Nos Jogos Olímpicos de Verão de 2024, em Paris, conquistou a medalha de prata na categoria de até 49 kg feminino.